# Tauriac (Gironde)
Pour les articles homonymes, voir Tauriac.
Tauriac est une commune du Sud-Ouest de la France, dans le département de la Gironde (région Nouvelle-Aquitaine).

## Géographie

### Localisation
Commune située dans l'aire d'attraction de Bordeaux sur le Moron, elle fait partie du vignoble des Côtes-de-Bourg.

### Communes limitrophes
Les communes limitrophes sont Pugnac, Bourg, Cézac, Lansac, Prignac-et-Marcamps et Saint-Laurent-d'Arce.
| Lansac | Pugnac  | Cézac                |
|        | Tauriac | Saint-Laurent-d'Arce |
| Bourg  |         | Prignac-et-Marcamps  |

### Hydrographie
Le Moron traverse la commune.

### Climat
Pour des articles plus généraux, voir Climat de la Nouvelle-Aquitaine et Climat de la Gironde.
Historiquement, la commune est exposée à un climat océanique aquitain.  
En 2020, Météo-France publie une typologie des climats de la France métropolitaine dans laquelle la commune est exposée à un climat océanique et est dans la région climatique  Aquitaine, Gascogne, caractérisée par une pluviométrie abondante au printemps, modérée en automne, un faible ensoleillement au printemps, un été chaud (19,5 °C), des vents faibles, des brouillards fréquents en automne et en hiver et des orages fréquents en été (15 à 20 jours).
Pour la période 1971-2000, la température annuelle moyenne est de 12,8 °C, avec une amplitude thermique annuelle de 14,5 °C. Le cumul annuel moyen de précipitations est de 908 mm, avec 12,1 jours de précipitations en janvier et 7 jours en juillet. Pour la période 1991-2020, la température moyenne annuelle observée sur la station météorologique la plus proche, située sur la commune de Saint-Gervais à 4,63 km à vol d'oiseau, est de 13,9 °C et le cumul annuel moyen de précipitations est de 824,9 mm,. Pour l'avenir, les paramètres climatiques de la commune estimés pour 2050 selon différents scénarios d’émission de gaz à effet de serre sont consultables sur un site dédié publié par Météo-France en novembre 2022.

## Urbanisme

### Typologie
Au 1er janvier 2024, Tauriac est catégorisée commune rurale à habitat dispersé, selon la nouvelle grille communale de densité à sept niveaux définie par l'Insee en 2022.
Elle est située hors unité urbaine. Par ailleurs la commune fait partie de l'aire d'attraction de Bordeaux, dont elle est une commune de la couronne,. Cette aire, qui regroupe 275 communes, est catégorisée dans les aires de 700 000 habitants ou plus (hors Paris),.

### Occupation des sols

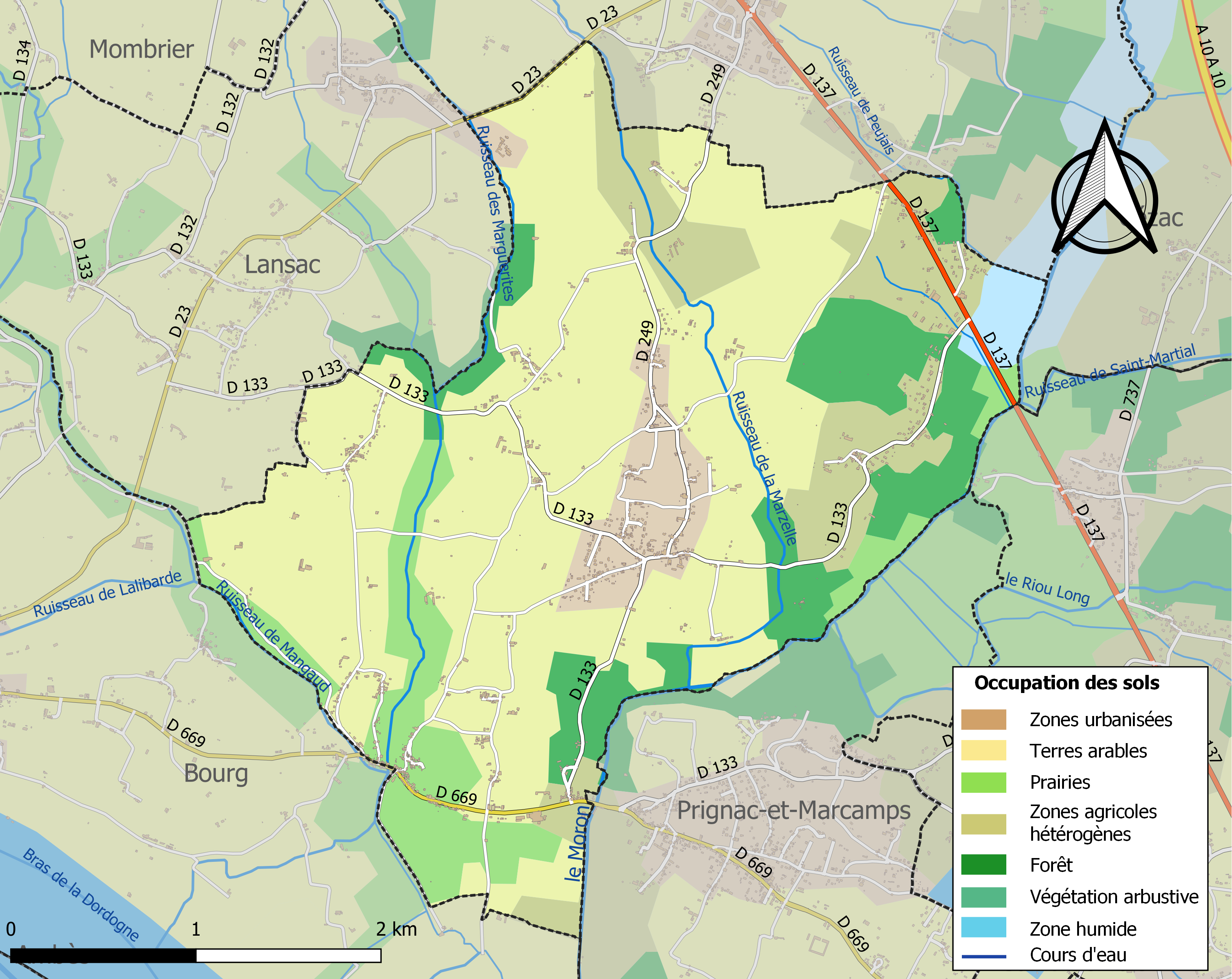
Carte des infrastructures et de l'occupation des sols de la commune en 2018 (CLC).

L'occupation des sols de la commune, telle qu'elle ressort de la base de données européenne d’occupation biophysique des sols Corine Land Cover (CLC), est marquée par l'importance des territoires agricoles (80,4 % en 2018), en diminution par rapport à 1990 (87,1 %). La répartition détaillée en 2018 est la suivante : 
cultures permanentes (56,1 %), zones agricoles hétérogènes (13,7 %), forêts (12,3 %), prairies (10,6 %), zones urbanisées (5,8 %), zones humides intérieures (1,6 %). L'évolution de l’occupation des sols de la commune et de ses infrastructures peut être observée sur les différentes représentations cartographiques du territoire : la carte de Cassini (XVIIIe siècle), la carte d'état-major (1820-1866) et les cartes ou photos aériennes de l'IGN pour la période actuelle (1950 à aujourd'hui).

### Risques majeurs
Le territoire de la commune de Tauriac est vulnérable à différents aléas naturels : météorologiques (tempête, orage, neige, grand froid, canicule ou sécheresse), inondations, mouvements de terrains et séisme (sismicité faible). Un site publié par le BRGM permet d'évaluer simplement et rapidement les risques d'un bien localisé soit par son adresse soit par le numéro de sa parcelle.
Certaines parties du territoire communal sont susceptibles d’être affectées par le risque d’inondation par débordement de cours d'eau, notamment le Moron. La commune a été reconnue en état de catastrophe naturelle au titre des dommages causés par les inondations et coulées de boue survenues en 1982, 1988, 1999, 2009, 2013 et 2020,.
Les mouvements de terrains susceptibles de se produire sur la commune sont des affaissements et effondrements liés aux cavités souterraines (hors mines), des éboulements, chutes de pierres et de blocs et des tassements différentiels. Par ailleurs, afin de mieux appréhender le risque d’affaissement de terrain, un inventaire national permet de localiser les éventuelles cavités souterraines sur la commune.

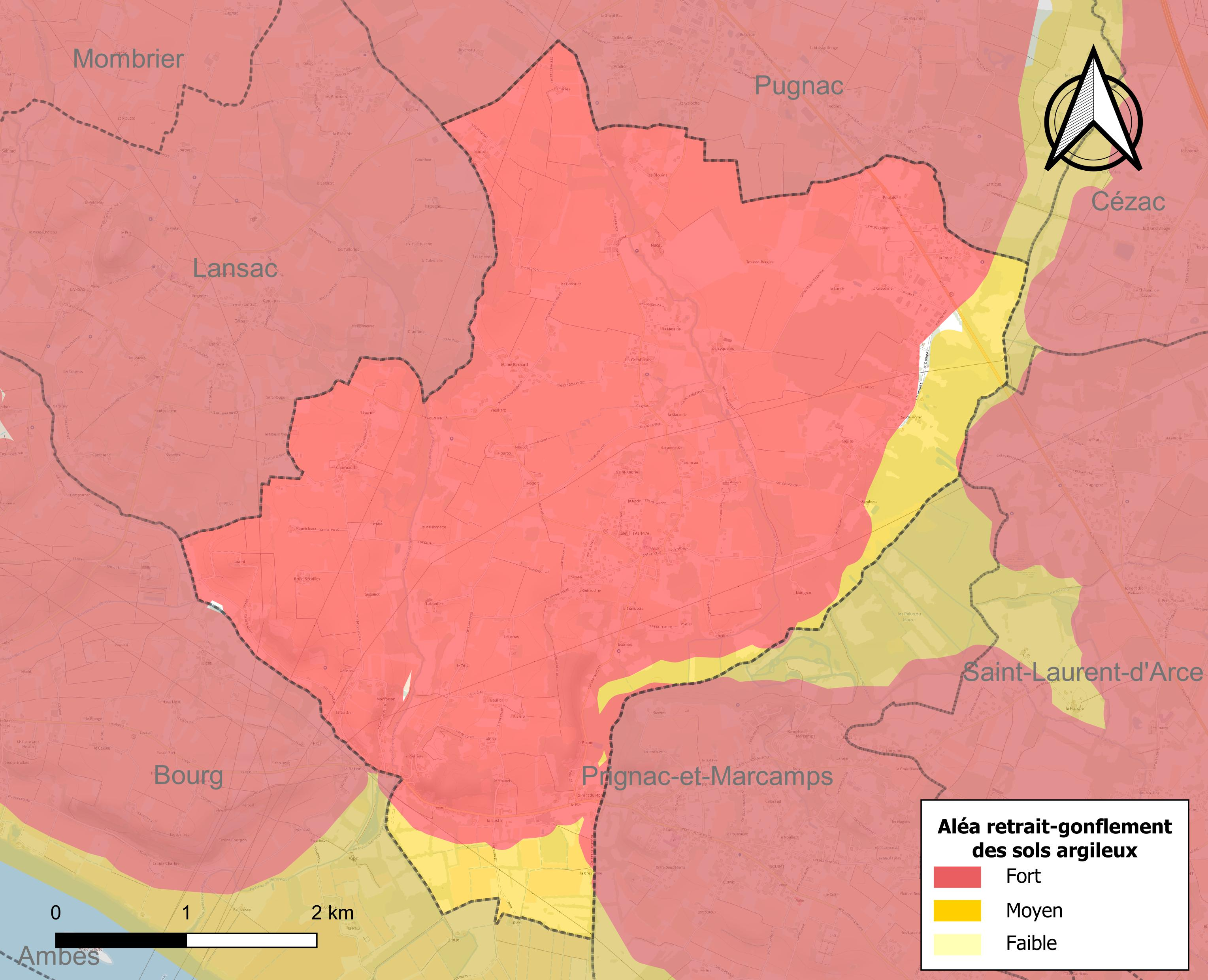
Carte des zones d'aléa retrait-gonflement des sols argileux de Tauriac.

Le retrait-gonflement des sols argileux est susceptible d'engendrer des dommages importants aux bâtiments en cas d’alternance de périodes de sécheresse et de pluie. 99,7 % de la superficie communale est en aléa moyen ou fort (67,4 % au niveau départemental et 48,5 % au niveau national). Sur les 609 bâtiments dénombrés sur la commune en 2019, 607 sont en aléa moyen ou fort, soit 100 %, à comparer aux 84 % au niveau départemental et 54 % au niveau national. Une cartographie de l'exposition du territoire national au retrait gonflement des sols argileux est disponible sur le site du BRGM,.
Concernant les mouvements de terrains, la commune a été reconnue en état de catastrophe naturelle au titre des dommages causés par la sécheresse en 1989, 2003, 2005, 2009 et 2011, par des mouvements de terrain en 1999 et par des glissements de terrain en 1994.

## Toponymie
Du nom d'homme latin Taurius, issu du mot latin taurus (« taureau »), avec le suffixe possessif –acum.

## Histoire
Les maisons nobles de Macau et des Eyquems dépendaient du seigneur de Tauriac.

### Héraldique
| Tauriac | Coupé mi-parti en chef ; Au 1, d'azur à un cep de vigne d'argent, fruité d'or, tortillant un carasson d'argent, hissant d'une terrasse de trois coteaux de même et au soleil naissant d'or de l'angle dextre du chef. Au 2, de gueules, au clocher mur d'argent maçonné de sable de l'ancienne église roman, à deux clochetons et arcature ouverte du champ, posé sur une corniche d'argent et supportant une cloche d'or au battant d'argent. Au 3, de gueules, au « tympan de Tauriac », demi-cintre et registre en orleron d'or brodé d'argent, le linteau chargé de deux paissants à queues spiralées d'argent, desquels naissent des spirales d'argent enfermant autant de roses (5,1,5) aussi d'argent, sur le tout un demi-cercle d'or chargé d'un Agnus Dei dans un cercle d'or brodé d'argent et assosté de deux oiseaux ; le tympan est posé sur deux sommets de chapiteaux d'argent hissant de la pointe de l'écu et accosté en chef de coquilles de Saint-Jacques d'argent. - En haut, à gauche, est représenté un pied de vigne, montrant toute l'importance de l'activité viticole pour la commune. - En haut, à droite, est représenté le clocher de l'église Saint Etienne, qui domine le bourg. - En bas, est représentée la sculpture ornant le tympan du côté droit de la façade de l'église ; il représente au centre l'Agneau de Dieu. Il est entouré de deux coquilles Saint Jacques, car Tauriac était une étape du chemin de Saint-Jacques-de-Compostelle. |

## Politique et administration
| Période   | Période  | Identité             | Étiquette | Qualité                          |
| --------- | -------- | -------------------- | --------- | -------------------------------- |
| mars 1983 | 2008     | Marie-Paule Chevrier | SE        | Chevalier de la Légion d'honneur |
| mars 2008 | 2020     | Catherine Saëz       | DVG       |                                  |
| 2020      | En cours | Roger Taris          |           |                                  |

## Démographie
L'évolution du nombre d'habitants est connue à travers les recensements de la population effectués dans la commune depuis 1793. Pour les communes de moins de 10 000 habitants, une enquête de recensement portant sur toute la population est réalisée tous les cinq ans, les populations de référence des années intermédiaires étant quant à elles estimées par interpolation ou extrapolation. Pour la commune, le premier recensement exhaustif entrant dans le cadre du nouveau dispositif a été réalisé en 2007.

En 2022, la commune comptait 1 330 habitants, en évolution de +3,18 % par rapport à 2016 (Gironde : +6,91 %, France hors Mayotte : +2,11 %).
| 1793  | 1800  | 1806  | 1821  | 1831  | 1836  | 1841  | 1846  | 1851  |
| ----- | ----- | ----- | ----- | ----- | ----- | ----- | ----- | ----- |
| 1 011 | 1 024 | 1 070 | 1 103 | 1 126 | 1 050 | 1 142 | 1 143 | 1 160 |

| 1856  | 1861  | 1866  | 1872  | 1876  | 1881  | 1886  | 1891  | 1896  |
| ----- | ----- | ----- | ----- | ----- | ----- | ----- | ----- | ----- |
| 1 243 | 1 246 | 1 230 | 1 206 | 1 196 | 1 178 | 1 158 | 1 154 | 1 187 |

| 1901  | 1906  | 1911  | 1921  | 1926 | 1931  | 1936 | 1946 | 1954 |
| ----- | ----- | ----- | ----- | ---- | ----- | ---- | ---- | ---- |
| 1 171 | 1 135 | 1 088 | 1 054 | 985  | 1 000 | 902  | 837  | 879  |

| 1962 | 1968 | 1975 | 1982  | 1990  | 1999  | 2006  | 2007  | 2012  |
| ---- | ---- | ---- | ----- | ----- | ----- | ----- | ----- | ----- |
| 948  | 978  | 972  | 1 233 | 1 261 | 1 293 | 1 296 | 1 297 | 1 302 |

| 2017  | 2022  | - | - | - | - | - | - | - |
| ----- | ----- | - | - | - | - | - | - | - |
| 1 289 | 1 330 | - | - | - | - | - | - | - |

## Lieux et monuments
Architecture civile :
- Châteaux de Labarde, de Macô, du Pia (XVIIIe siècle).
- Maisons anciennes près de l'église.

Architecture sacrée :
- Église Saint-Étienne de Tauriac (XIIe) : façade occidentale romane, portail à voussures nues (chapiteaux mérovingiens en marbre provenant d'une ancienne église de part et d'autre du portail d'entrée) encadrée de deux fausses portes avec tympans, surmonté d'une arcature. L'intérieur a été récemment restauré. L'édifice a été classé au titre des monuments historique en 2005[24].
- Croix de Bichet (XVIe)[25]. La croix se trouvait à cinq cents mètres environ au nord de l'église au carrefour formé par la route de Tauriac à Cognac et le chemin des Eyquems et Lamarzelle. La croix (hauteur 1,94 m) se compose d'un socle carré de 1,7 m de côté ; un fût octogone, à base carrée, surmonté d'une croix monolithe (hauteur 0,83 m, longueur des bras 0,60 m). Sur la face sud de la croix : un Christ, à sa droite une étoile à six pointes ; à gauche un croissant et à la face nord, au centre, un cœur. À l'extrémité du bras, côté nord, on lit Avril 9 ; côté est : 1588. Elle a disparu vers 1960.

Vestiges préhistoriques et antiques :
- Gisement paléolithique.

## Économie
La principale activité est la viticulture (Côtes-de-bourg (AOC)).

## Vie locale
Fête locale : le 1er week-end d'août.

## Personnalités liées à la commune
- Pierre Mousseau, fondateur de l'hospice de Tauriac, décédé e 13 octobre 1865.

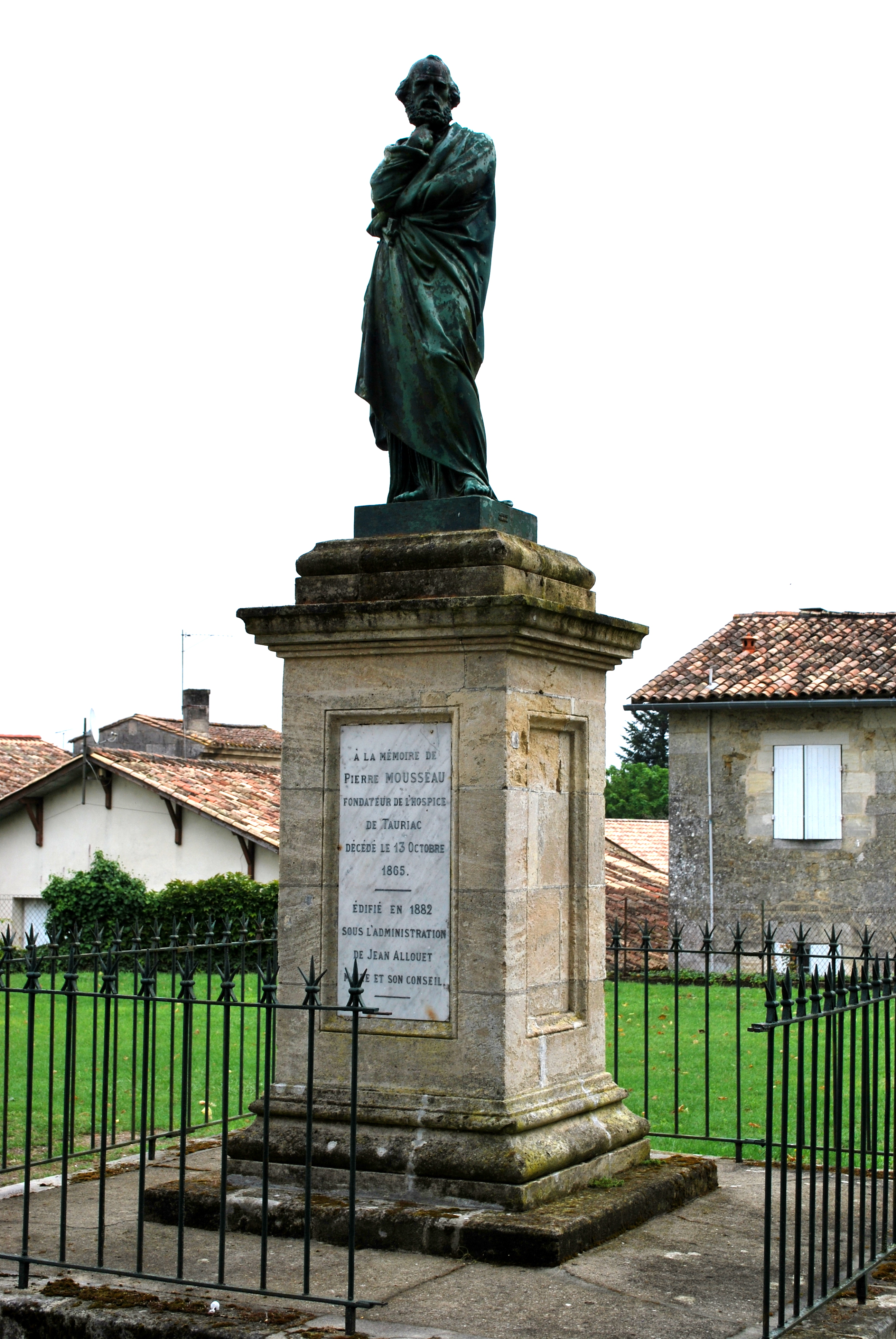
Pierre Mousseau
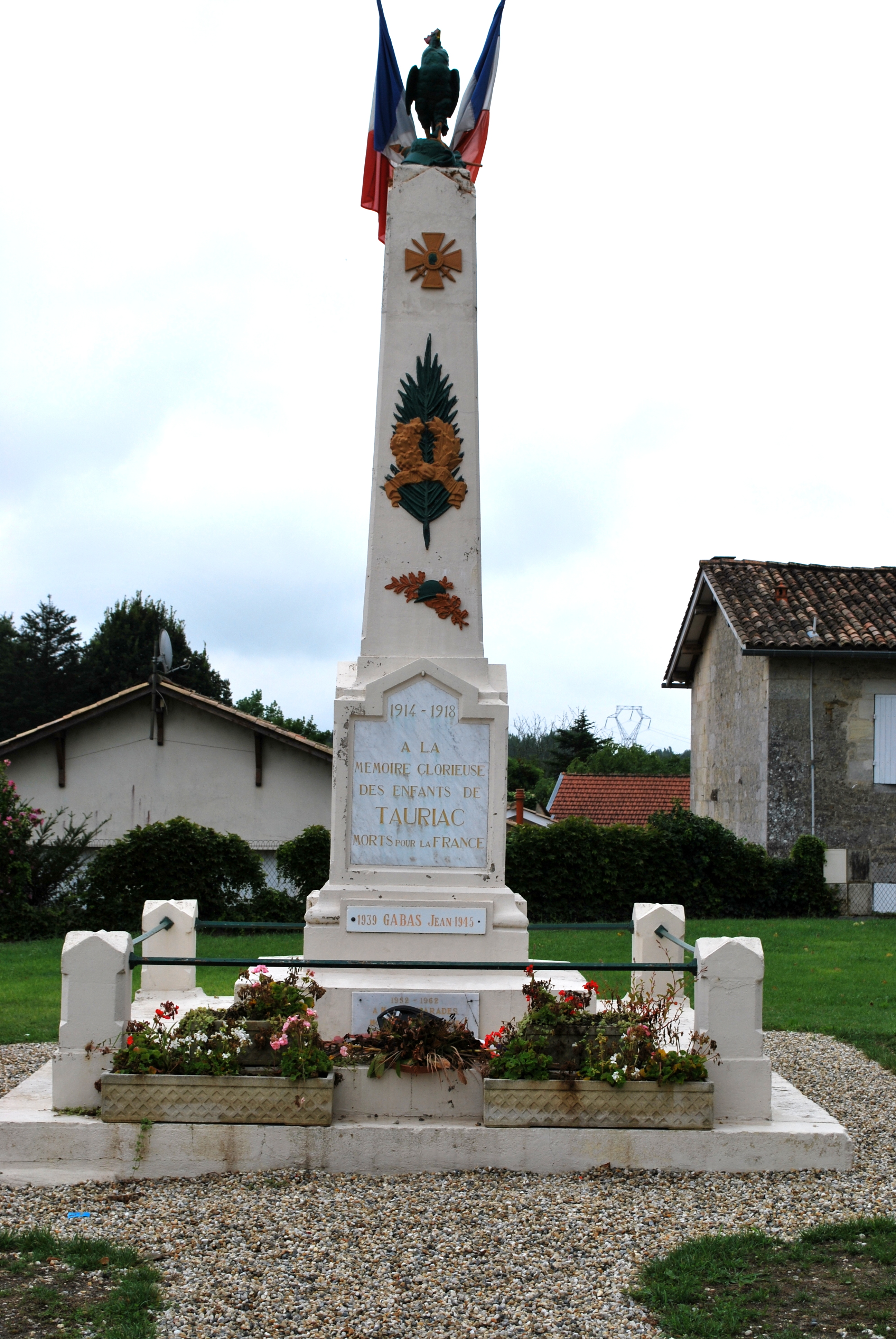
Monument aux morts
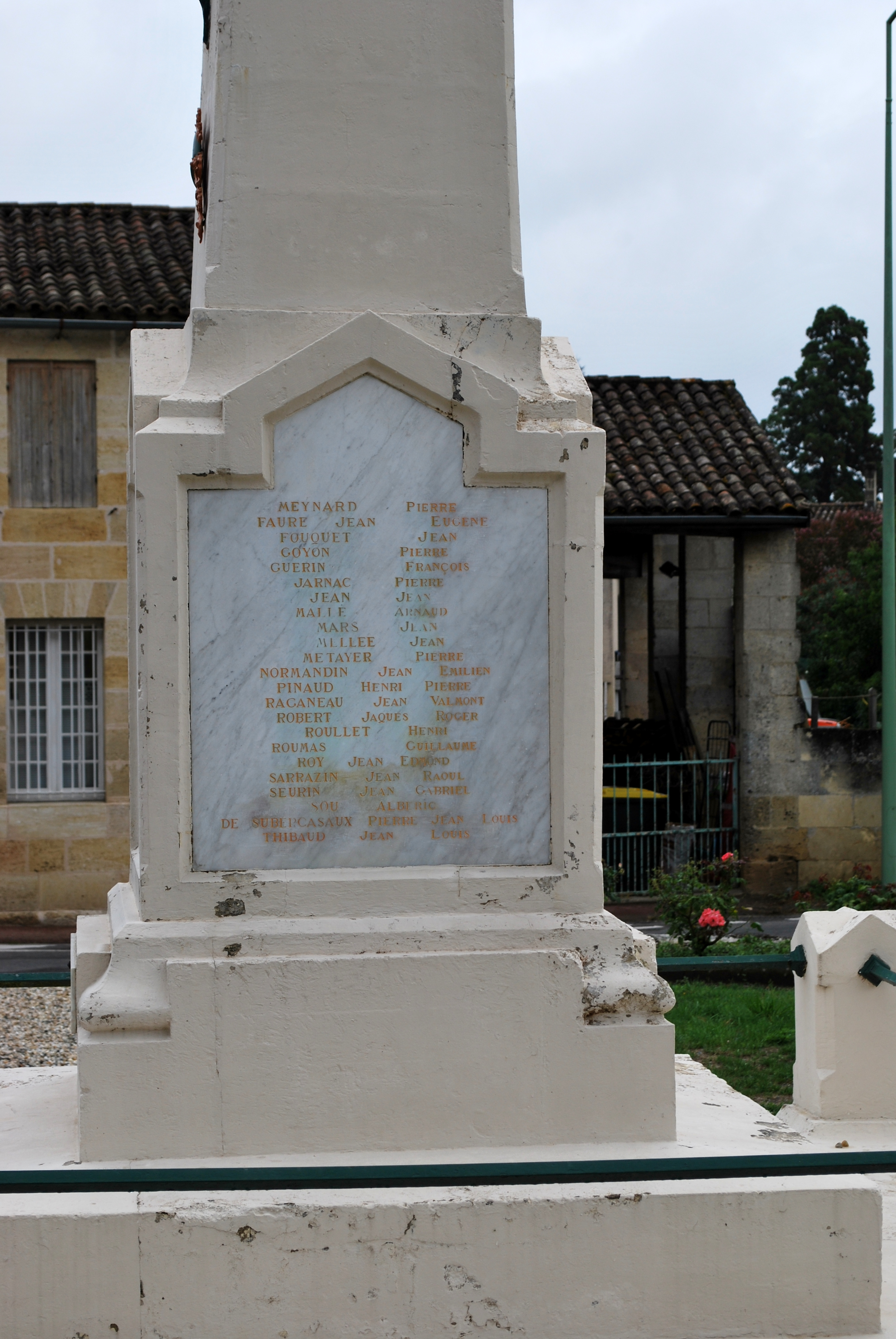
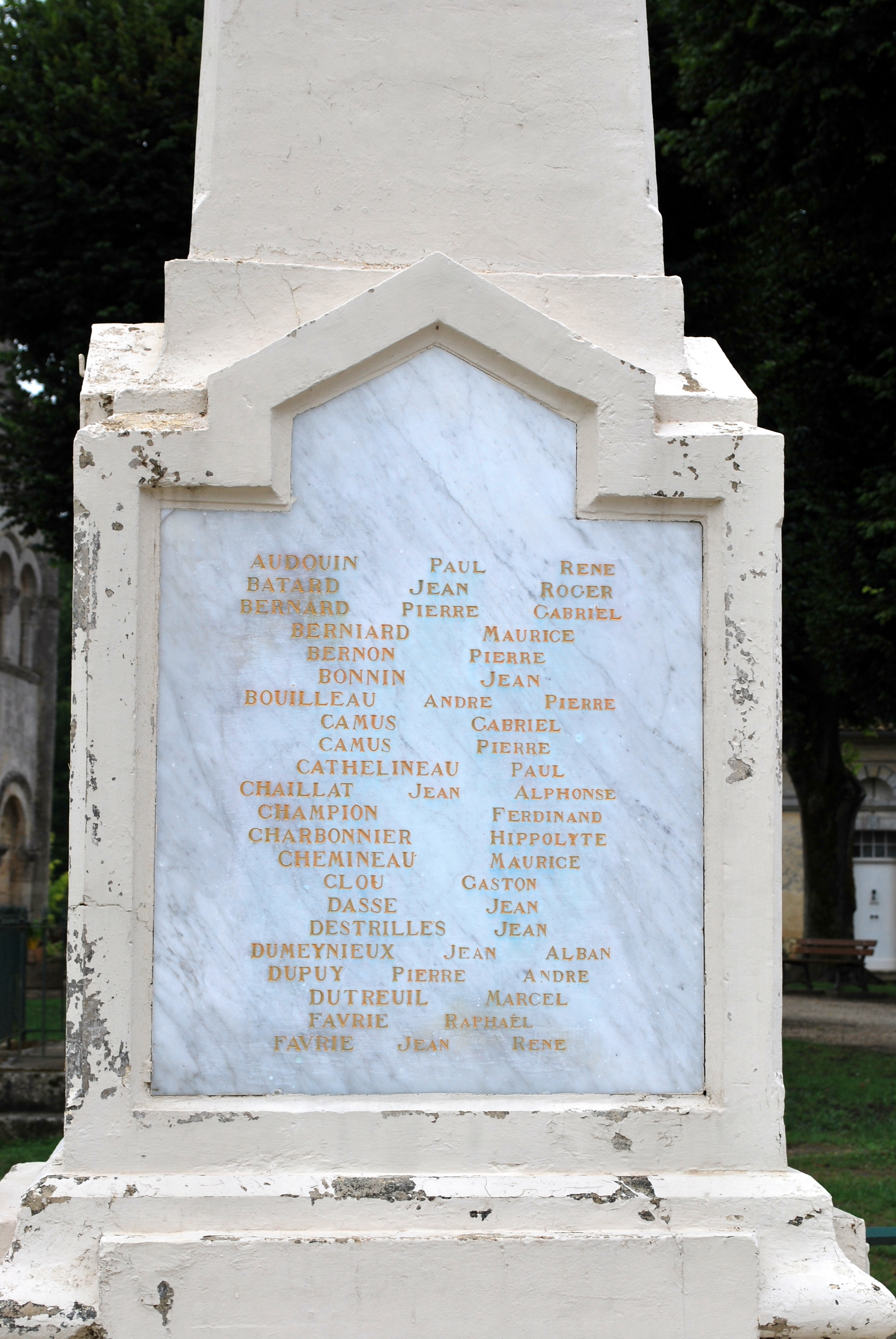